# Theridion albodecoratum
Theridion albodecoratum är en spindelart som beskrevs av William Joseph Rainbow 1916. Theridion albodecoratum ingår i släktet Theridion och familjen klotspindlar.
Artens utbredningsområde är Queensland. Inga underarter finns listade i Catalogue of Life.